# 黃應添
黃應添（布農族語：Ising dangan ，1903年8月20日—1957年5月4日），出生於新竹州竹南郡南庄北獅里的興字獅頭驛3番地 ，信仰基督教。

## 生平介紹

### 求學過程
年幼時家中貧苦，並未準時入學僅能負責家中勞務活動，包含牧牛與打柴。直至大正2年(1913)，經過父母的再三懇求，進入南庄公學校就讀。由於當時住居距離公學校過遠，每天必須花費數小時沿著南河步行至公學校上課。
大正8年(1919)，黃應添自公學校畢業，在學期間的表現優良。然而因為家中經濟狀況難以負荷繼續就學，因而再次面對到輟學的情境。
大正10年(1921)，家中再次籌措資金供黃應添上學，並於兩年後(1923)畢業於頭分公學校，並應屆考上台北師範學校本科就讀。昭和三年(1928)，畢業於台北師範學校，返鄉回南庄公學校任教。
昭和6年(1931)赴日本留學，進入岩手大學專門部就讀。昭和12年(1937)修畢後回台，並於南庄擔任公醫 。
民國36年(1947)，岩手大學醫科大學教授來台造訪，並特此前往關山將博士學位證書頒發給黃應添  。

### 從醫之路
昭和12年，來自獅潭庄的基督教長老教會傳道士蘇阿均前來拜訪黃應添，並針對里壠地區的醫生嚴重不足，希望其可以來台東地區協助醫療。昭和13年10月(1938)，黃應添便辭退南庄公醫的職務，並舉家遷往台東關山行醫 。

### 神應醫院的設立
將關山庄役場東北側占地450坪的舊旅館改建，並設立了設立神應醫院，主要以外科門診為主。由於年幼家境頻，因此對於病患關心有加，導致神應醫院的求診人數絡繹不絕，成為當時僅次於神田全次與高阿榮的名醫。
在1945年國民政府遷台後，翌年關山署成立，以邱清吉為區長。邱區長邀請黃應添出任區署總務課長與關山區建設委員會衛生組長。然而由於志趣不符，最終在擔任3個月公職後選擇辭任，專心回歸醫師本業。
民國38年(1949)，國軍4666附二部隊進駐關山地區，有鑑於戰爭方結束導致傷兵眾多，黃應添免費的為其治療傷病。除此之外，在下班時間也著手培育軍醫看護之能力，教授簡單的醫療技術，並使部隊在後山里壠休養生息。

### 傳遞福音
昭和16年(1941)，黃應添購買了教會用之木材，將其奉獻給教會以興建教堂之用。
民國37年(1948)，黃應添協助胡文池牧師對山地布農族人地區佈道。然而胡文池牧師先對於布農族不熟悉，因此黃醫師聘請了受良好教育的布農族警察木下指導布農族語 。
黃應添醫師除了進行醫治外，在宣傳基督教福音上也是不遺餘力。他所在的神應醫院乃是講道的最佳地點，醫院中設立10餘坪的病房作為佈道所，使得布農族的基督教信仰人數明顯上升。為了吸引更多人接受福音，黃應添醫師通過「拿藥半價」與「免費中餐」使參加禮拜為更具有吸引力 。
民國45年(1956)，布農族崁頂部落認為前往神應醫院的路途過遠，因此決議在當地部落中興建禮拜堂，稱之為關山里壠基督教會獻堂 。

### 晚年
民國45年，有鑑於長期的醫療工作，且必須維繫一小時路程外的水田農作，日夜操勞的狀況使得身體狀況日益下滑。為此其家人希望可以遷離關山，修養生息。民國46年將原先的神應醫院從關山遷至台東街，然而每日求診人數卻並未減少，且黃醫師必須要親自操刀病患之手術，相較於關山也更加的忙碌。同年5月4日，黃應添應為腦溢血逝世，享年56歲 。

## 評價與榮譽
時任總統蔣中正於民國40年(1951)頒布褒獎令：「黃應添敬軍愛民，為國家犧牲奉獻不遺餘力。藩應添及其眷屬居家或外出，軍警應妥加護佑」 。
里壠鎮長吳光亮：「知有黃應添，獨資於關山鎮設立神應醫院，對地方駐軍與及貧苦患者悉免費醫治，且醫術精湛，經其割治盲腸及其他疾病而治癒之國軍戰友不下二千餘人，充分表現敬軍愛民之精神」 。
時任台灣省政府主席吳國楨、時任中華民國監察院院長于右任、時任行政院院長陳誠皆曾贈送匾額以致謝意 。

## 家庭
父親名為黃克食，母親的名字為李娣妹，一共生下六個子女，其中黃應添為長子 。
大正14年(1925)娶南庄的蔡月妹為妻子，婚後4年逝世，育有一女黃梅鶯。
昭和4年(1929)娶台中州大屯郡西屯庄廖來枝四女廖濺，育有一子黃德全、一女黃蘭鶯。
昭和10年(1935)娶青森縣三戶郡八日町佐藤又次郎二女佐藤ソヨ，育有五女黃琴惠、黃愛淑、黃琴雅、黃美惠、黃純惠：二子黃義傑、黃世光 。

## 著作
其著作資料見於《台灣醫師名鑑》。
- 《組織學》
- 《細胞學》
- 《圖解助產學》
- 《蟲樣突起圖解手術學》
- 《吐糞症圖解手術學》
- 《腎臟摘出學》
- 《胃切除學》
- 《疝氣手術學》
- 《四肢切斷術》
- 《兒脣手術學》
- 《包皮手術學》